# Guy Kouemou
Guy Kouemou est un ingénieur aéronautique et un inventeur d'origine camerounaise.

## Biographie

### Enfance, formation et débuts
Guy Kouemou est né le 15 janvier 1970. Il a obtenu le Diplôme d'ingénieur en génie électrique en 1995 et le Ph.D. diplôme en génie électrique et technologie de l'information en 2000 de l'Université de Karlsruhe (KIT, Karlsruhe Institute of Technology), Allemagne.

### Carrière
De 1996 à 2000, il a été ingénieur de développement chez Hewlett Packard et Agilent Technologies dans la division de recherche et développement, Medical Care System, à Boeblingen, en Allemagne. Dès 1994, il contribue à plusieurs échanges avec des chercheurs de la Florida International University (FL) et de la George Washington University (Washington DC), USA, principalement sur Markov et les processus liés à la stochastique.
Il travaille en tant qu'ingénieur système radar, chef de projet et de produit au sein du département recherche et développement d'EADS en Allemagne. L'un de ses principaux domaines de travail est le développement de systèmes de renseignement basés sur des radars utilisant des technologies de reconnaissance de formes.
En tant que directeur des technologies chez HENSOLDT, Dr Guy Kouemou, souligne l'importance de continuer la recherche pour rendre les moyens de transport plus sûrs et plus efficaces.
Il développe avec d'autres chercheurs une technologie de capteurs imprimés en 3D pour le domaine de l'aérospatial.
Guy Kouemou est également le Directeur d'une association germano-africaine pour la promotion de la culture, l'éducation, la santé et le développement, en coopération avec le groupe de culture, de danse et de musique Mamy Afrique Salsabor.

### Autres activités
Guy Kouemou, est le réprésentant de Julio Djampou Tchatchouang, le chef supérieur Bangoua en Allemagne.

### Publications
Depuis 1996, il a publié plusieurs articles lors de diverses conférences internationales liées aux automates stochastiques, aux réseaux de neurones artificiels, aux méthodes de traitement des signaux radar et aux systèmes de classification/identification de cibles.
Guy Kouemou est l'un des auteurs de l'ouvrage de référence "Hidden Markov Models, Theory and Applications".
Il est auteur de plusieurs brevets dans le domaine des systèmes radar mais aussi des dispositifs médicaux.

### Ouvrages de référence
- (en) Guy Kouemou, Radar Technology, InTech, 2010, 410 p. (ISBN 978-953-307-029-2, présentation en ligne)